# Прийович, Александар
Александар Прийович (серб. Александар Пријовић; родился 21 апреля 1990 года, Санкт-Галлен, Швейцария) — сербский футболист, выступающий за австралийский клуб «Уэстерн Юнайтед». Играет на позиции нападающего.

## Карьера
Прийович родился в городе Санкт-Галлен, Швейцария. Начинал заниматься футболом в местной молодёжной команде «Санкт-Галлен», в 16 лет переехал в Италию, в клуб «Парма», где за два года провёл всего один матч — 27 апреля 2008 года вышел на замену на 83-й минуте в матче лиги против клуба «Реджина». В 2008 году перешёл в английский клуб «Дерби Каунти», но сразу отправился в аренду в клуб «Йовил Таун», за который сыграл 4 матча. Дебютировал за «Йовил» 28 января 2009 года, в матче против клуба «Хаддерсфилд Таун», отыграв 59 минут, был заменён. 16 марта 2009 года был отдан в аренду на месяц в клуб «Нортгемптон Таун», сыграл 10 матчей и забил 2 гола.
1 февраля 2010 года перешёл в «Сьон», за который сыграл 41 матч и забил 6 голов. Дебютировал 14 февраля 2010 года, в матче против клуба «Цюрих» вышел на замену на 75-й минуте. Забил первый гол 18 июля 2010 года в матче против «Беллинцоны» на 81-й минуте, выйдя на замену на 46-й минуте. 31 июля 2012 года был отдан в годовую аренду в клуб Тромсё.
11 августа 2013 года перешёл в шведский клуб «Юргорден». Дебютировал 18 августа 2013 года, в матче лиги против «Хеккена» вышел на замену на 70-й минуте. Забил первый, второй и третий гол в матче против клуба «Норрчёпинг», на 3-й, 17-й и 35-й минуте соответственно. 22 августа 2014 года перешёл в турецкий клуб «Болуспор». Дебютировал 31 августа 2014 года, в матче против клуба «Газиантеп» отыграл весь матч и забил гол на 55-й минуте. 9 июля 2015 года перешёл в польский клуб «Легия». Дебютировал 19 июля 2015 года против «Шлёнска» отыграл весь матч.

## Статистика
| Сезон           | Клуб             | Дивизион                      | Лига  | Лига | Кубок | Кубок | Евро  | Евро | Всего | Всего |
| Сезон           | Клуб             | Дивизион                      | Матчи | Голы | Матчи | Голы  | Матчи | Голы | Матчи | Голы  |
| --------------- | ---------------- | ----------------------------- | ----- | ---- | ----- | ----- | ----- | ---- | ----- | ----- |
| 2007/08         | Парма            | Серия A                       | 1     | 0    | 0     | 0     | 0     | 0    | 1     | 0     |
| 2008/09         | Йовил Таун       | Первая Футбольная лига Англии | 4     | 0    | 0     | 0     | 0     | 0    | 4     | 0     |
| 2008/09         | Нортгемптон Таун | Первая Футбольная лига Англии | 10    | 2    | 0     | 0     | 0     | 0    | 10    | 2     |
| 2009/10         | Сьон             | Швейцарская Суперлига         | 10    | 0    | 0     | 0     | 0     | 0    | 10    | 0     |
| 2010/11         | Сьон             | Швейцарская Суперлига         | 25    | 6    | 3     | 1     | 0     | 0    | 28    | 7     |
| 2011/12         | Сьон             | Швейцарская Суперлига         | 6     | 0    | 0     | 0     | 1     | 0    | 7     | 0     |
| 2011/12         | Лозанна          | Швейцарская Суперлига         | 10    | 0    | 1     | 1     | 0     | 0    | 11    | 1     |
| 2012            | Тромсё           | Типпелига                     | 13    | 3    | 3     | 0     | 3     | 2    | 19    | 5     |
| 2013            | Тромсё           | Типпелига                     | 13    | 1    | 3     | 4     | 2     | 0    | 18    | 5     |
| 2013            | Юргорден         | Аллсвенскан                   | 10    | 5    | 1     | 0     | 0     | 0    | 11    | 5     |
| 2014            | Юргорден         | Аллсвенскан                   | 17    | 5    | 2     | 0     | 0     | 0    | 19    | 5     |
| 2014/15         | Болуспор         | Первая лига Турции по футболу | 31    | 16   | 0     | 0     | 0     | 0    | 31    | 16    |
| 2015/16         | Легия            | Экстракласса                  | 6     | 0    | 1     | 1     | 5     | 1    | 12    | 2     |
| Всего в карьере | Всего в карьере  | Всего в карьере               | 156   | 38   | 14    | 7     | 11    | 3    | 181   | 48    |

## Достижения
Командные
«Легия»
- Чемпион Польши (1): 2015/16
- Обладатель Кубка Польши (1): 2015/16

ПАОК
- Обладатель Кубка Греции (1): 2017/18

Личные
- Лучший бомбардир чемпионата Греции: 2017/18 (19 голов)